# Ферндорф
Ферндорф (нім. Ferndorf) — місто в федеральній землі Каринтія, Австрія.

## Сусідні муніципалітети
| Мілльштатт           |           | Радентайн    |
| Шпітталь-ан-дер-Драу |           | Фельд-ам-Зее |
| Штокенбой            | Патерніон | Фрезах       |

| Австрія | Це незавершена стаття з географії Австрії. Ви можете допомогти проєкту, виправивши або дописавши її. |